# Fredrik Ekberg (konditor)
Fredrik Edvard Ekberg, född 29 juni 1825 i Helsingfors, död 10 april 1891 i Helsingfors, var en finländsk konditor och bagare som grundade Ekbergs Café i Helsingfors. Han sägs ha skapat Finlands "nationella bakverkstradition".

## Biografi
Den föräldralöse Fredrik Edvard Ekberg var fosterson i en banktjänstemannafamilj. Han hade ursprungligen tänkt bli urmakare men blev till sist bagargesäll. Under gesällvandringen på 1840-talet besökte han S:t Petersburg, Baltikum och Viborg.
Ekberg öppnade sitt första bageri 1852 i Kronohagen i Helsingfors, som flyttade fyra år senare till Kiseleffska huset på Alexandersgatan. Restaurangen Café Parisien, som Ekberg öppnade 1873 i konditoriet på Alexandersgatan 52, kan ses som höjdpunkten i hans affärsverksamhet. Den fungerade på Alexandersgatan till år 1917.
Affärsverksamheten på Bulevarden öppnades 1915, där familjeföretaget fortfarande bedriver verksamhet i fjärde generationen. 